# Voglia di vita
Voglia di vita (On the Loose) è un film del 1951 diretto da Charles Lederer.
Film drammatico statunitense con Joan Evans, Melvyn Douglas e Lynn Bari, è incentrato sulle vicende di Jill Bradley, una ragazza con problemi adolescenziali che tenta il suicidio per risvegliare l'attenzione dei genitori.

## Produzione
Il film, diretto dallo sceneggiatore Charles Lederer su una sceneggiatura di Dale Eunson e Katherine Albert (marito e moglie e genitori dell'attrice protagonista Joan Evans) con il soggetto di Malvin Wald e Collier Young, fu prodotto da Collier Young per la Filmakers e la RKO Radio Pictures e girato dal gennaio al febbraio 1951.

## Distribuzione
Il film fu distribuito con il titolo On the Loose negli Stati Uniti dal 28 settembre 1951 al cinema dalla RKO.
Alcune delle uscite internazionali sono state:
- nelle Filippine il 1º aprile 1952
- in Portogallo l'8 settembre 1952 (Liberdade Perigosa)
- in Finlandia il 5 giugno 1953 (Kadotusta kohti)
- in Italia (Voglia di vita)

## Promozione
Le tagline sono:
- "A Date... A Drink... A Car... A Kiss... Now she's known as "THAT GIRL!"".
- "School-Girl by day... Thrill-Seeker by night!".